# جوش غيتس
جوش غيتس (بالإنجليزية: Josh Gates)‏ هو مستكشف ومصور أمريكي، ولد في 10 أغسطس 1977 في غلوستر في الولايات المتحدة.

## وصلات خارجية
- الموقع الرسمي
- جوش غيتس على موقع IMDb (الإنجليزية)
- جوش غيتس على موقع قاعدة بيانات الفيلم (الإنجليزية)